# Steve Bannon
Stephen Kevin (Steve) Bannon (Norfolk (Virginia), 27 november 1953) is een Amerikaans zakenman en politicus. Hij was van 20 januari 2017 tot en met 18 augustus 2017 Chief Strategist en Senior Counselor van president Donald Trump. Daarvoor was hij voorzitter van Breitbart News, een conservatieve Amerikaanse nieuwssite die bekendstaat om zijn rechtse connecties.
Bannon is mede-oprichter en voorzitter van het Government Accountability Institute en is voorzitter van Breitbart News LLC, het moederbedrijf van Breitbart News. Hij was betrokken bij de financiering en productie van een aantal conservatieve films, waaronder Fire from the Heartland: The Awakening of the Conservative Woman, The Undefeated (over Sarah Palin), en Occupy Unmasked. 
Bannon presenteerde een radioprogramma (Breitbart News Daily) op het Sirius XM-satelliet-radiokanaal.

## Levensloop

### Jeugd, opleiding en militaire dienst
Stephen Bannon werd in 1953 geboren in een Iers pro-Kennedy en pro-vakbond Democratisch arbeidersgezin. Hij studeerde in 1976 af aan de Virginia Polytechnic Institute and State University en behaalde een mastergraad in nationale veiligheidsstudies bij Georgetown University. In 1983 behaalde hij zijn MBA op Harvard Business School.
Bannon was een officier in de Amerikaanse marine, waar hij diende op de destroyer USS Paul F. Foster als Surface Warfare Officer in de Pacific Fleet en werkte als speciaal assistent voor de Chief of Naval Operations op het Pentagon.

### Carrière
Na zijn militaire dienst werkte Bannon als zakenbankier bij de afdeling Mergers & Acquisitions (fusies en aankopen) van Goldman Sachs. In 1990 richtte Bannon samen met enkele collega's bij Goldman Sachs een kleinere investeringsbank op onder de naam Bannon & Co., welke zich specialiseerde in media. Met deze bank onderhandelde Bannon over de verkoop van Castle Rock Entertainment aan Ted Turner. Als betaling accepteerde Bannon & Co een aandeel in vijf televisieseries, waaronder Seinfeld. Société Générale kocht in 1998 de investeringsbank op.
In 1993, nog aan het roer van Bannon & Co, werd Bannon waarnemend directeur van het geografisch onderzoeksproject Biosphere 2 in Oracle (Arizona). Onder zijn leiding verschoof de focus van het project van het onderzoeken van ruimteverkenningen en kolonisering naar vervuiling en de opwarming van de aarde. Hij verliet het project in 1995. Bannon staat bekend als een klimaatontkenner.
Na de verkoop van Bannon & Co. werd Bannon producent in Hollywood. Hij produceerde de film Titus uit 1999 van Anthony Hopkins. Hij begon een samenwerking met de entertainmentbestuurder Jeff Kwatinetz bij The Firm, Inc., een film- en televisiemanagementbedrijf. In 2004 maakte Bannon een documentaire over Ronald Reagan met de titel In the Face of Evil. Bij de productie en vertoning van deze film kwam Bannon in aanraking met Peter Schweizer en uitgever Andrew Breitbart.
Bannon overtuigde Goldman Sachs om 60 miljoen dollar te investeren in het bedrijf Internet Gaming Entertainment, een marktplaats voor online goederen binnen een omgeving zoals World of Warcraft. Het bedrijf veranderde na een geruchtmakende rechtszaak zijn naam in Affinity Media en Bannon was er tot 2011 directeur. Van 2012 tot augustus 2016, toen hij aan de slag ging bij de campagne van Donald Trump, was Bannon Executive Chairman van Breitbart News LLC, het moederbedrijf van Breitbart. Onder zijn leiding voerde Breitbart een alternatief-rechtsere en nationalistischere agenda. Met betrekking tot zijn rol bij Breitbart zei Bannon zelf dat ze zichzelf vooral zien als anti-establishment, en in het bijzonder tegen de permanente politieke klasse.

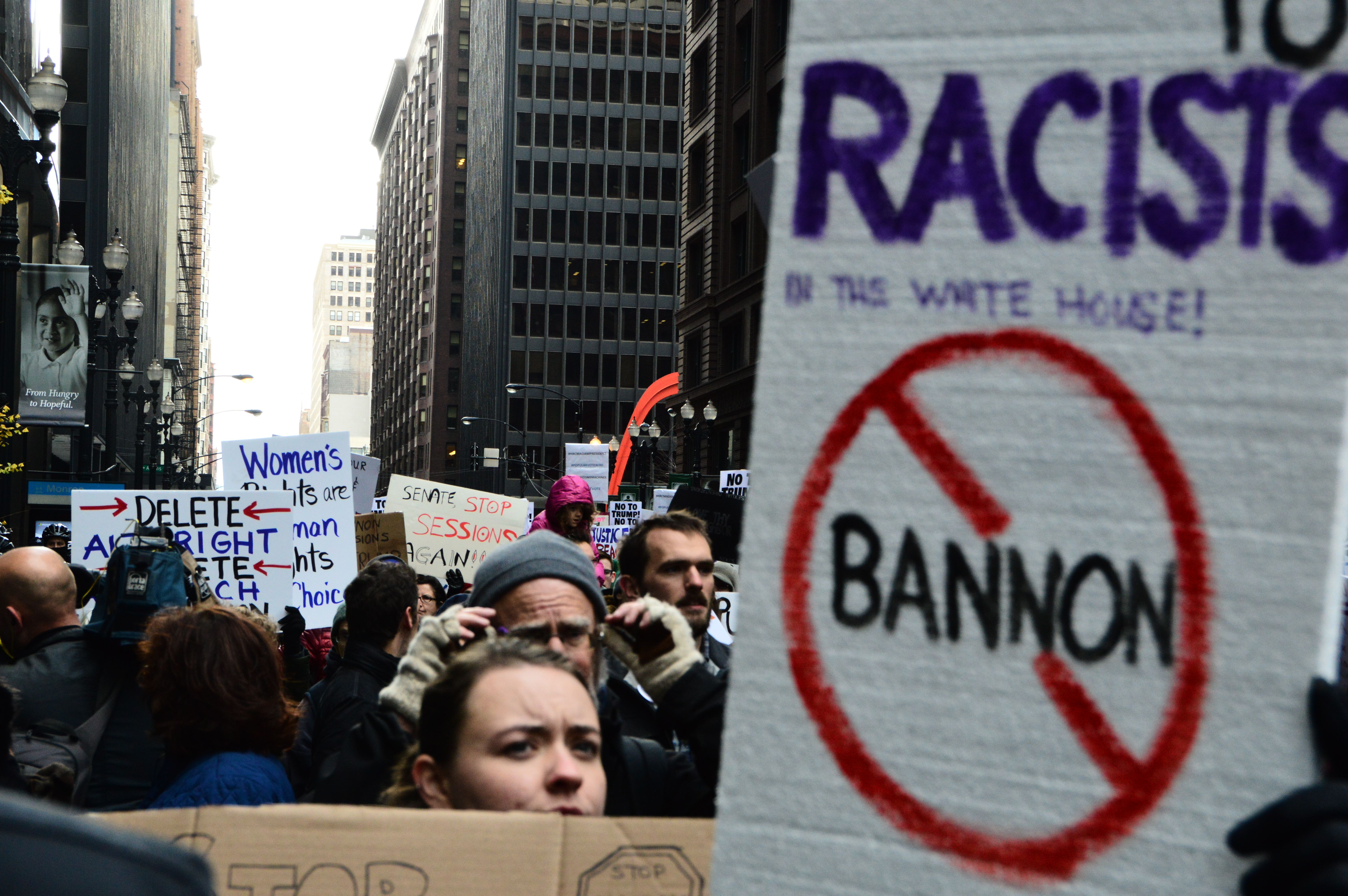
Protesten tegen de benoeming van Bannon.

Bannon is ook uitvoerend voorzitter en mede-oprichter van het Government Accountability Institute, waar hij hielp bij de totstandkoming van het boek Clinton Cash.
Bannon was bestuurslid van Cambridge Analytica, een bedrijf dat zich toelegde op datamining en dat aan de hand van de verworven informatie, o.a. facebook-likes, op maat gemaakte politieke propaganda aan geselecteerde doelgroepen toestuurt. Dit bedrijf ondersteunde Donald Trump in zijn verkiezingsstrijd.

#### Politiek

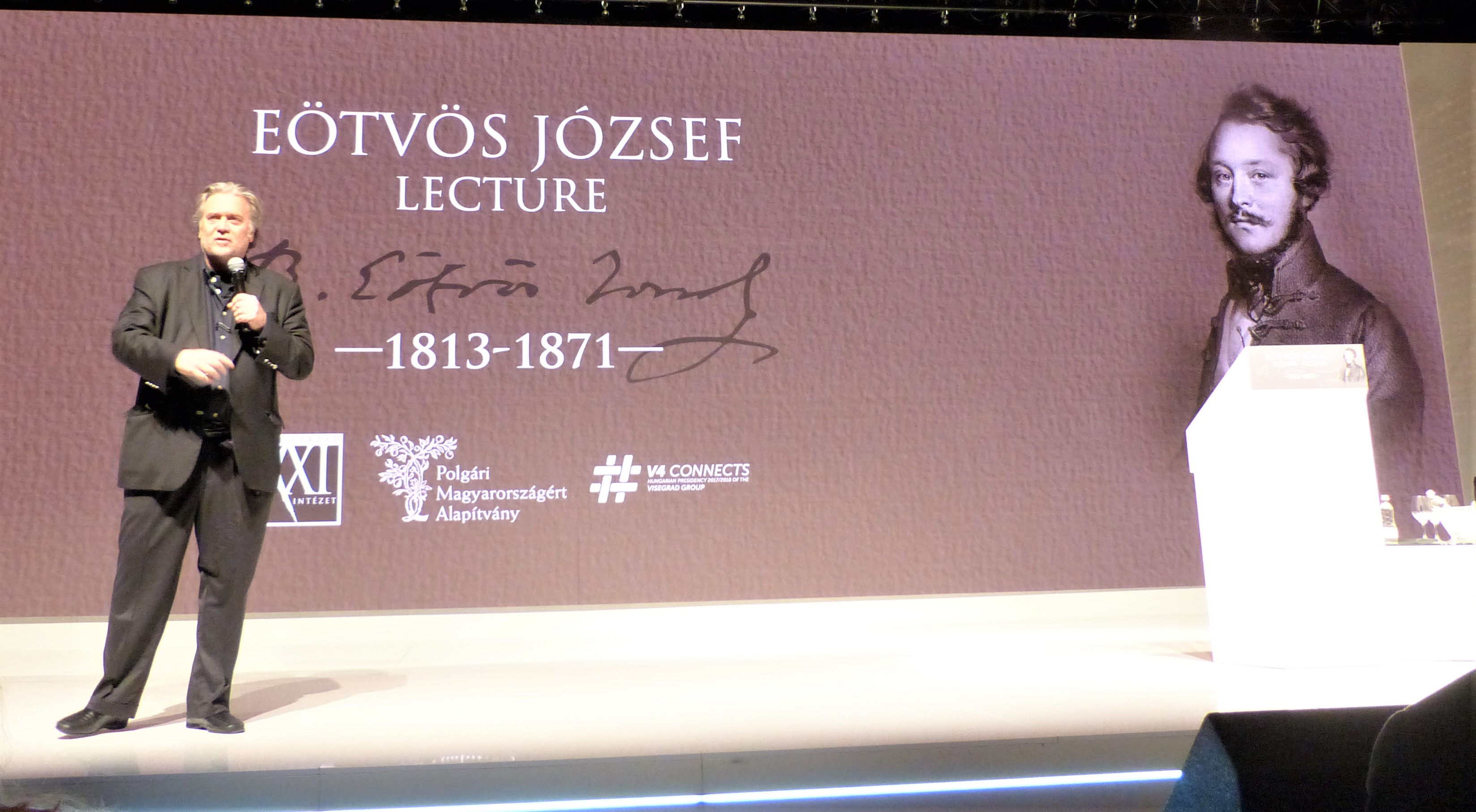
Steve Bannon - The Future of Europe

Bannon beschrijft zichzelf als een conservatief en genoot vanuit zijn rol bij Breitbart al enige politieke bekendheid. Op 17 augustus 2016 werd hij benoemd tot Chief Executive van de presidentiële campagne van Donald Trump. Na de overwinning van Trump in november werd Bannon op 13 november 2016 benoemd tot Chief Strategist en Senior Counselor van de president(-elect), een invloedrijke adviesfunctie zonder noodzaak tot bevestiging door de senaat. Deze benoeming leidde tot veel weerstand vanwege zijn rol bij Breitbart bij prominente Democraten, enkele gematigde Republikeinen en diverse publieke organisaties, waaronder de Anti-Defamation League, de Council on American-Islamic Relations en het Southern Poverty Law Center. Hij werd vooral aangevallen op vermeende racistische en antisemitische uitspraken.
Tijdens de campagne en de periode als Chief Strategist en Senior Counselor zei Bannon dat de media Trumps belangrijkste tegenstander waren, meer nog dan de Democraten, en dat de tactiek om met de media om te gaan was "to flood the zone with shit" ("om de hele boel te overspoelen met rotzooi"). Deze tactiek is bedoeld om ervoor te zorgen dat geen enkele specifieke actie of gebeurtenis opvalt doordat de media continu nieuwe berichten toegepeeld krijgen, zodat de media en het publiek het niet kunnen bijhouden, en controverse en tegenstand wordt voorkomen. De tactiek wordt ook wel de 'firehose of falsehood' ('brandslang/stroom van leugens') genoemd.
Op 18 augustus 2017 werd zijn carrière in het Witte Huis beëindigd. Dit werd in overleg gedaan met stafchef John Kelly. Na zijn ontslag en zijn terugkeer naar Breitbart, kondigde Bannon aan dat Trumps presidentschap 'voorbij' was.

#### Aftreden bij Breitbart
Aanvang januari 2018 kwam naar buiten dat Bannon zich, in het boek Fire and Fury: Inside the Trump White House van journalist Michael Wolff, zeer negatief uitliet over Trump en zijn familie. Hij noemde het onder andere landverraad dat er een ontmoeting had plaatsgevonden tussen de zoon van Trump en een Russische advocaat tijdens de campagne voor de presidentsverkiezingen. Trump reageerde op deze uitlatingen door op Twitter te zeggen dat Bannon 'niet alleen zijn baan, maar ook zijn gezond verstand' had verloren. Zijn Breitbart financierders Rebekah Mercer en haar vader Robert Mercer keerden zich in reactie hierop van hem af. Kort daarna kondigde Bannon aan dat hij aftreedt als voorzitter van Breitbart. Sinds 9 januari 2018 is hij geen executive chairman meer bij Breibart News Network.
Ben Shapiro, een voormalige Breitbartredacteur en collega van Bannon, noemde Bannon een "pestkop" die "de missie van Andrew (Breitbartoprichter) uitverkocht om een andere pestkop, Donald Trump, te steunen.

#### Europese politiek
Bannon heeft plannen bekendgemaakt om voor een half jaar naar Brussel te verhuizen teneinde een nieuw politiek speerpunt te lanceren om de heterogene populistische partijen te verenigen met het oog op de verkiezingen voor het Europees Parlement in 2019... In het klooster Trisulti in het Italiaanse Collepardo heeft hij een kaderschool voor Europeanen met een rechtse gezindte gesticht, om van daar uit een politieke verandering in Europa te bewerkstelligen.

### Aanklacht voor fraude
Op 20 augustus 2020 werd een federale aanklacht ingediend tegen Bannon en drie anderen, waarbij ze beticht werden van fraude en witwassen. Ze zouden onterecht geld ontvangen hebben van de inzamelactie voor "We Build the Wall". Bannon zou meer dan 1 miljoen dollar ontvangen hebben.
In november 2020 werd zijn Twitter-account permanent geschorst nadat hij had gesuggereerd dat top-viroloog Anthony Fauci en FBI-directeur Christopher Wray onthoofd zouden moeten worden. Bannon werd in oktober 2021 voor minachting van het Congres verwezen naar het Departement van Justitie omdat hij niet opdaagde na gevorderd te zijn door het Comité dat de bestorming van het Amerikaanse Capitool op 6 januari 2021 onderzocht.

### Persoonlijk leven
Na gescheiden te zijn van zijn eerste vrouw, met wie Bannon een dochter heeft, trouwde hij met de zakenbankier Mary Louise Piccard in april 1995. Drie dagen later kreeg het stel een tweeling. Minder dan een jaar later werd Bannon aangeklaagd wegens huiselijk geweld en het beïnvloeden van een getuige, nadat hij door zijn vrouw was beschuldigd van huiselijk geweld. De aanklachten kwamen te vervallen toen zijn vrouw niet bij de rechtbank kwam opdagen.
Piccard beweerde later bij hun scheiding in 2007 dat Bannon antisemitische opmerkingen had gemaakt over de schoolkeuze voor hun kinderen, waarbij hij zou hebben gezegd dat hij zijn kinderen niet naar een bepaalde school wilde sturen omdat Joden hun kinderen zouden opvoeden tot whiny brats. Bannons voorlichter ontkende de aantijging en merkte op dat de kinderen uiteindelijk naar de betreffende school zijn gegaan, en de beschuldigingen zijn niet onafhankelijk bevestigd. Deze beschuldigingen, samen met zijn betrokkenheid bij de alt-right beweging, hebben bijgedragen aan beschuldigingen van wit nationalisme.
Bannons derde huwelijk was met Diane Clohesy; ze scheidden in 2009.